# هادی هاشمی‌نیا
هادی هاشمی‌نیا (زاده ۱۳۴۹) سیاستمدار ایرانی است. وی موفق شد در دوازدهمین انتخابات مجلس شورای اسلامی با کسب ۴۹ هزار و ۶۶۲ رأی، از حوزه انتخابیه خرم‌آباد و دوره از استان لرستان انتخاب گردد و به مجلس راه یابد.